# Uniunea Ciclistă Internațională
Uniunea Ciclistă Internațională (Union Cycliste Internationale în franceză, abreviată UCI) este o uniune profesională a ciclismului care supraveghează competițiile internaționale din aria sporturilor practicate cu bicicleta. Este autoritatea mondială pentru jurisdicția sportului cu bicicleta. Sediul central al UCI este în Aigle (capitala districtului Aigle din cantonul Vaud), Elveția. Traducerea în limba română este Uniunea Ciclistă Internațională.
UCI emite permise de întrecere bicicliștilor, impune reguli disciplinare inclusiv cele privind dopajul și administrează clasificarea curselor și sistemul de punctare în multe discipline de ciclism precum mountain-bike, ciclismul pe șosea, ciclismul pe pistă și BMX, pentru bărbați și femei, amatori și profesioniști. UCI supraveghează și Campionatele Mondiale care se desfășuară anual în diverse țări. Câștigatorii au dreptul să poarte un tricou special în culorile curcubeului pentru anul următor și să poarte același model de culori pe manșetă și guler pentru restul carierei.

## Istorie
UCI a fost fondată pe 14 aprilie, 1900 la Paris de organizațiile naționale de ciclism ale Belgiei, SUA, Franței, Italiei și Elveției.
În 1965, sub presiunea Comitetului Internațional Olimpic (Olimpiadele erau atunci un eveniment amator), UCI a creat doua părți subsidiare, Federatia Intenațională de Ciclism Amator (Fédération Internationale Amateur de Cyclisme sau FIAC) și Federatia Intenațională de Ciclism Profesional (Fédération Internationale de Cyclisme Professionnel sau FICP) asumându-și rolul de a le coordona pe ambele.